# جاي ايمانويل توماس
جاي ايمانويل توماس (بالإنجليزية: Jay Emmanuel-Thomas)‏ هو لاعب كرة قدم إنجليزي يلعب حاليا في نادي بلاكبول معارا من آرسنال.

## روابط خارجية
- جاي ايمانويل توماس على موقع قاعدة بيانات كرة القدم.إي يو (الإنجليزية)
- جاي ايمانويل توماس على موقع Soccerbase.com (لاعب) (الإنجليزية)
- جاي ايمانويل توماس على موقع Soccerway.com (الإنجليزية)
- جاي ايمانويل توماس على موقع عالم كرة القدم.نت (الإنجليزية)